# Камыш-Бурун (мыс)
Камы́ш-Буру́н, Камыш-бурун (укр. Камиш-Бурун, крымскотат. Qamış Burun, Къамыш Бурун) — мыс на крайнем востоке Керченского полуострова на территории Керченского горсовета (Крым). 
На западном берегу Керченского пролива Азовского моря, в 15 верстах от города Керчи. В 6 верстах к северу от Камыш-буруна находилось месторождение железной руды, залегающее в обрыве морского берега которое разрабатывалась до Крымской кампании.
Береговая линия пологая. На мысе расположены городище Нимфей — античный боспорский город, опорный геодезический пункт (высотой 24,4 метра — максимальная точка местности) и, западнее городища, маяк Нижний Бурунский.
На север береговая линия мыса переходит в Камыш-Бурунскую косу, а также северо-западнее расположены гидротехнические сооружения в водосборном бассейне Чурбашского озера для регуляции водного режима. Южнее расположен пляж. У мыса расположен микрорайон Керчи Героевское. Рядом с пляжем расположена пограничная застава, пункт радиолокационной связи.